# NGC 275
NGC 275 este o galaxie spirală barată situată în constelația Balena. A fost descoperită în 10 octombrie 1828 de către John Herschel. Împreună cu NGC 274 formează Arp 140.